# Hétman
Hétman var fra 1505 en embedstitel i den polsk-litauiske realunion og fra 1500-tallet blandt Donkosakkerne og Zaporozjekosakkerne.

## Historie

### Polen-litauen
I den polsk-litauiske realunion var hétman den næsthøjeste militære kommandant efter kongen mellem 1400 og 1700-tallet. I begyndelsen blev embedet besat efter behov men fra 1581 var der fire permanente hétman embeder:
- I Polen "Kronens storhétman" (polsk: hetman koronny)
- I Litauen "Litauens storhétman" (litauisk: Lietuvos didysis etmonas)
- "felthétman" for Polen
- "felthétman" for Litauen

Udnævnelserne var for livet, og kunne ikke blive trukket tilbage, medmindre der var tale om forræderi. Storhétmannen opholdt sig ved hoffet og var ansvarlig for den generelle administration og hærens interesser. Felthetmannen var kommandant for mindre militære enheder, der beskyttede grænserne især mod øst. Felthétmannen var underlagt storhétmannen, og begge stillinger var uafhængige for Kongen og Storfyrsten. Reformer i 1776 begrænsede storhétmannens magt, og efter Polens tredje deling i 1795 gik titlen ud af brug.

### Kosakkerne
Da kosakkerne 1654 kom under russisk indflydelse, beholdt de deres forfatning, indtil Peter den Store, da Ivan Mazepa sluttede sig til Karl 12., i 1708 ophævede hétmanværdigheden, der igen indførtes 1750. Efter Pugatschevs opstand berøvede Katharina 2. kosakkerne i Ukraine deres hétman og indsatte et regeringsråd. Titlen hétman har dog holdt sig i Rusland indtil begyndelsen af 1900-tallet, hvor hver kosakhær stod under en hétman, i hvis hånd den militære og civile administration var forenet med ordenen generalløjtnant, og deltes i et vist antal kredse, hver under en kreds-hétman. Endelig fandtes for hver landsby en underordnet hétman, der beskæftigede sig med forskellige administrative forhold navnlig vedrørende værnepligten. En daværende hétman behøvede dog ikke at være kosak. Samtlige hétmaner, med undtagelse af hétman for de donske kosakker, der var selvstændige under det russiske krigsministerium, dog med temmelig indskrænket myndighed, stod under en fælles ledelse for kosakkerne. Fra 1835 havde storfyrsttronfølgeren titlen »hétman for alle kosakker«.